# Giuseppe Giannini (calciatore)
Giuseppe Giannini (Roma, 20 agosto 1964) è un dirigente sportivo, allenatore di calcio ed ex calciatore italiano, di ruolo centrocampista.
Ha legato la propria carriera di calciatore alla Roma, con la quale ha giocato per 15 stagioni consecutive e della quale è stato il capitano per nove anni. A fine carriera ha militato anche nelle file di Sturm Graz, Napoli e Lecce.
Dal 1986 al 1991 ha militato nella nazionale italiana, con la quale ha preso parte a un campionato europeo (Germania Ovest 1988) e un campionato mondiale (Italia 1990).

## Caratteristiche tecniche
Classico regista di centrocampo con ottima visione di gioco e tecnica, durante la carriera ha giocato sia come playmaker basso sia come fantasista dietro le punte. Elegante nei movimenti, con una postura sempre a testa alta, era capace di giocare il pallone con entrambi i piedi, caratteristiche che gli valsero il soprannome de "il principe". È stato uno dei migliori registi italiani tra la fine degli anni '80 e inizio anni '90 del XX secolo.

## Carriera

### Giocatore

#### Club

##### Gli inizi
Nato a Roma nel quartiere Trieste, dove il padre Ermenegildo gestiva un bar, all'età di tre anni si trasferisce con la famiglia a Frattocchie. Inizia a giocare a calcio prima nella locale parrocchia di San Giuseppe e poi nel Santa Maria delle Mole. Successivamente passa nel Tomba di Nerone e poi nell'ALMAS, prima di entrare nelle giovanili della Roma.

##### Roma

Giannini in azione con i colori giallorossi nel 1987

L'allenatore Nils Liedholm lo lancia nella stagione 1981-1982, intuendone le grandi potenzialità. Veste per la prima volta la maglia giallorossa il 31 gennaio 1982, a 17 anni, subentrando nella partita di campionato persa in casa contro il Cesena. La stagione successiva rimane aggregato alla prima squadra e partecipa da comprimario alla vittoria dello scudetto; non viene utilizzato in campionato ma ottiene due presenze in Coppa Italia.
Entra in pianta stabile in prima squadra con la successiva guida tecnica di Sven-Göran Eriksson, nell'annata 1984-1985 che vede Giannini imporsi definitivamente come titolare. Nella stagione successiva è protagonista della rincorsa giallorossa allo scudetto vanificata dalla sconfitta interna alla penultima giornata contro il Lecce, delusione mitigata in parte dalla vittoria della Coppa Italia. 
Nel 1987 diventa capitano e vince con la Roma un'altra coppa nazionale nel 1991 al termine della doppia sfida con la neo-scudettata Sampdoria Nella finale di ritorno della Coppa Italia 1992-1993, contro il Torino, realizza una tripletta su calcio di rigore, unico calciatore insieme ad Angelo Domenghini ad averla messa a segno in una finale di Coppa; ciò nonostante, la tripla marcatura non è sufficiente alla Roma per ribaltare lo 0-3 dell'andata e aggiudicarsi il trofeo.
Il rapporto con la società, in particolar modo col presidente Franco Sensi, s'incrina negli ultimi anni anche a causa di un rigore sbagliato nel derby del 6 marzo 1994 che costa la sconfitta ai giallorossi. In precedenza Giannini aveva avuto problemi con il tecnico Ottavio Bianchi, il quale non gradiva particolarmente il suo modo di giocare e la sua personalità. 
Nel 1995-1996 disputa la sua ultima stagione in maglia giallorossa, sotto la gestione tecnica del concittadino Carlo Mazzone. Il 19 marzo 1996 allo stadio Olimpico Giannini segna il goal dell'illusorio 2-0 nel ritorno dei quarti di finale di Coppa UEFA contro lo Slavia Praga, che non basterà però alla Roma per ottenere la qualificazione. Alla sua ultima partita da capitano romanista è protagonista di una sontuosa prestazione nella vittoria per 1-4 a Firenze contro i viola con la quale i giallorossi chiudono al quinto posto in campionato.
Nel campionato italiano, con la maglia della Roma, il "Principe", soprannome datogli da Odoacre Chierico per il modo elegante di correre a testa alta, ha totalizzato 318 presenze segnando 49 reti. Si è posizionato al terzo posto nella classifica marcatori della Serie A 1987-1988, con 11 reti realizzate. Nelle coppe europee ha giocato 38 gare e segnato 7 reti, disputando una finale di Coppa UEFA (1990-1991) persa nella doppia sfida contro l'Inter.
Dal 2014 è inserito nella Hall of Fame della As Roma .

##### Fine carriera
Nell'estate del 1996 Giannini emigra allo Sturm Graz, in Austria, con cui disputa una stagione nella Bundesliga austriaca. 
La stagione seguente veste per pochi mesi la casacca del Napoli, segnando un gol nel 3-0 contro la Lazio in Coppa Italia, prima di passare al Lecce con il quale rimane per una stagione e mezza. Chiude la carriera al termine della stagione 1998-1999, contribuendo al ritorno in Serie A della squadra salentina.

#### Nazionale
Con la nazionale Under-21, allenata da Vicini, aveva sfiorato la vittoria nell'Europeo Under-21 1986, vinto dalla Spagna, andando a segno nella gara d'andata disputata a Roma e finita 2-1 per gli azzurri. La partita di ritorno termina 2-1 per gli spagnoli che si aggiudicheranno il titolo ai rigori (3-0) per gli errori decisivi di Giannini e degli all'epoca compagni di squadra nella Roma Stefano Desideri e Marco Baroni.

Giannini in maglia azzurra durante il

Giannini esordì con la nazionale il 6 dicembre 1986, a 22 anni, nella partita Malta-Italia (0-2) valevole per le qualificazioni all'Europeo 1988. Schierato subito come titolare dal neo CT Vicini, partecipò all'Europeo 1988, raggiungendo la semifinale e venendo inserito nella formazione ideale del torneo. Venne convocato anche per il Mondiale 1990 disputato in Italia, dove nella fase a gironi segnò il gol decisivo per la vittoria sugli Stati Uniti (1-0) allo Stadio Olimpico. Gli Azzurri arrivarono sino alla semifinale, persa ai rigori contro l'Argentina, e vinsero successivamente la finale per il terzo posto.
Dopodiché partecipò ad alcune gare delle qualificazioni all'Europeo 1992, fino al 12 ottobre 1991 quando ottenne la sua ultima presenza in nazionale nella gara contro l'Unione Sovietica (0-0) disputata a Mosca, che fu anche l'ultima partita da CT di Azeglio Vicini.

### Allenatore e dirigente
Fino al 2004 è proprietario e allenatore delle giovanili dell'Atletico 2000 a Roma,nel 2004-2005 ha allenato il Foggia in Serie C1 venendo esonerato a metà stagione con un ruolino di marcia di 4 vittorie, 7 pareggi, 6 sconfitte; nel 2005-2006 diventa il quinto allenatore in quella stagione della Sambenedettese, sempre in Serie C1, coadiuvato dall'ex giocatore della Roma Roberto Pruzzo: i risultati sono negativi, e Giannini è esonerato dopo sole 6 partite senza vittorie e il penultimo posto in classifica. Nel 2006 allena per breve tempo in Romania l'Argeș Pitești, che milita nel massimo campionato romeno. Durante la sua gestione, la squadra racimola in dieci giornate una vittoria e nove sconfitte consecutive, che gli costano il posto e viene esonerato.
Il 19 settembre 2007 è chiamato a sostituire l'esonerato Mauro Melotti sulla panchina della Massese in Serie C1. Dopo essere stato esonerato dopo pochi mesi, Giannini è richiamato a guida della Massese venendo poi esonerato nuovamente a causa, secondo la società, di «rapporti non ottimali fra Giannini, la squadra e alcuni addetti ai lavori, i risultati altalenanti dall'inizio del girone di ritorno e le ripetute dichiarazioni alla stampa in cui ha criticato l'operato della dirigenza, del Comune e la scarsa attenzione della città alla squadra».
Nella stagione 2008-2009 è chiamato alla guida del Gallipoli, in Lega Pro Prima Divisione, e si avvale della collaborazione dell'ex portiere della Roma Giovanni Cervone, preparatore dei portieri e del vice Roberto Corti. La squadra consegue la promozione in Serie B, traguardo storico per il club salentino. A un mese dalla promozione le strade di Giannini e del presidente Vincenzo Barba si separano di comune accordo, a causa del clima di indecisione conseguente alla crisi societaria. Ad agosto, col cambio di proprietà, Giannini è confermato dal presidente Daniele D'Odorico.
L'8 febbraio 2010, al termine della partita Gallipoli-Grosseto (2-2), Giannini annuncia le dimissioni dopo uno scontro verbale col presidente D'Odorico; tuttavia due giorni torna sui suoi passi e resta alla guida della squadra salentina. Il 22 marzo abbandona definitivamente la panchina gallipolina dimettendosi nuovamente, alla vigilia della sfida interna con la Triestina, denunciando in una conferenza stampa la grave crisi economica del club, lasciando la squadra al quartultimo posto in classifica.
Il 24 giugno 2010 diventa allenatore del Verona. Nelle prime cinque giornate di campionato colleziona tre sconfitte (con Paganese, Como, Gubbio) un pareggio (col Südtirol) e una vittoria (5-1 al Monza). A causa dei risultati insoddisfacenti ottenuti dalla squadra, l'8 novembre 2010 dopo la sconfitta contro la Salernitana per 2-1 che porta il Verona al penultimo posto in classifica, viene esonerato dall'incarico dopo aver raccolto 13 punti in 12 gare di campionato, sostituito da Andrea Mandorlini.
Il 30 ottobre 2011 diventa mister del Grosseto sostituendo l'esonerato Guido Ugolotti, suo compagno di squadra ai tempi della Roma nell'annata 1981-1982; si avvarrà di Ferruccio Mariani come allenatore in seconda. Dopo la sconfitta iniziale per 0-1 contro il Bari, il 5 novembre arriva la prima vittoria per 1-2 contro la Nocerina. Dopo la vittoria esterna contro il Pescara (2-1), nel post-partita annuncia le sue dimissioni criticando il presidente Camilli, dichiarando "di essere di troppo e di essersi sentito sin dall'inizio sempre in discussione".
Il 28 giugno 2013 è nominato nuovo selezionatore della nazionale libanese. Nel maggio 2015 è esonerato e rimpiazzato sulla panchina della nazionale da Miodrag Radulović.
Il 10 giugno 2017 diventa inizialmente il nuovo tecnico del Racing Roma, militante in Serie D; ma dopo che il proprietario della squadra gialloverde Pezone ha ultimato l'acquisto del Fondi, il 21 dello stesso mese Giannini si trasferisce sulla panchina del club pontino, diventato "Racing Fondi", in Serie C. Il 18 settembre 2017 viene esonerato per divergenze di obiettivi con la società.
Il 14 febbraio 2017 è ingaggiato come responsabile del settore giovanile del Latina. In seguito, è nominato DT. del centro FIGC a Monte Compatri e supervisore delle giovanili dell’Accademia Gialloazzurri. Nell'agosto 2018, è nominato supervisore del vivaio della Lupa Frascati.
L'11 gennaio 2023, Giannini assume ufficialmente l'incarico di responsabile del settore giovanile del Monterosi Tuscia, in Serie C; contemporaneamente, viene nominato supervisore dell'area tecnica dell'Accademia Calcio Frascati. Lascia il primo incarico nel giugno del 2024, in seguito alla retrocessione del Monterosi in Serie D. Dal luglio 2024 a Marino è responsabile della scuola calcio della Football Academy Giuseppe Giannini.
Dal 18 giugno 2025 è DT del settore giovanile e della scuola calcio dell'Albalonga.

### Altre attività
Nel marzo 2005 si è candidato alla carica di consigliere regionale del Lazio per Forza Italia, senza risultare eletto.
Nel luglio 2024 è diventato cittadino onorario di Marino, comune nel quale lancia una scuola calcio.
Tra le altre attività, è docente dell'Università del Calcio e opinionista della radio locale Retesport, oltreché proprietario di un ristorante in Costa Smeralda; nel 2017, inoltre, ha scritto la prefazione del libro Roma 80 di Alberto Mandolesi.

## Statistiche

### Presenze e reti nei club
| Stagione        | Squadra         | Campionato      | Campionato | Campionato | Coppe nazionali | Coppe nazionali | Coppe nazionali | Coppe continentali | Coppe continentali | Coppe continentali | Altre coppe | Altre coppe | Altre coppe | Totale | Totale |
| Stagione        | Squadra         | Comp            | Pres       | Reti       | Comp            | Pres            | Reti            | Comp               | Pres               | Reti               | Comp        | Pres        | Reti        | Pres   | Reti   |
| --------------- | --------------- | --------------- | ---------- | ---------- | --------------- | --------------- | --------------- | ------------------ | ------------------ | ------------------ | ----------- | ----------- | ----------- | ------ | ------ |
| 1981-1982       | Roma            | A               | 1          | 0          | CI              | 0               | 0               | CdC                | 0                  | 0                  | -           | -           | -           | 1      | 0      |
| 1982-1983       | Roma            | A               | 0          | 0          | CI              | 2               | 0               | CU                 | 0                  | 0                  | -           | -           | -           | 2      | 0      |
| 1983-1984       | Roma            | A               | 2          | 0          | CI              | 3               | 0               | CC                 | 0                  | 0                  | -           | -           | -           | 5      | 0      |
| 1984-1985       | Roma            | A               | 26         | 4          | CI              | 6               | 1               | CdC                | 5                  | 0                  | -           | -           | -           | 37     | 5      |
| 1985-1986       | Roma            | A               | 22         | 2          | CI              | 13              | 3               | -                  | -                  | -                  | -           | -           | -           | 35     | 5      |
| 1986-1987       | Roma            | A               | 25         | 3          | CI              | 7               | 2               | CdC                | 2                  | 0                  | -           | -           | -           | 34     | 5      |
| 1987-1988       | Roma            | A               | 28         | 11         | CI              | 7               | 1               | -                  | -                  | -                  | -           | -           | -           | 35     | 12     |
| 1988-1989       | Roma            | A               | 32+1       | 6+0        | CI              | 6               | 4               | CU                 | 6                  | 1                  | -           | -           | -           | 45     | 11     |
| 1989-1990       | Roma            | A               | 31         | 3          | CI              | 5               | 2               | -                  | -                  | -                  | -           | -           | -           | 36     | 5      |
| 1990-1991       | Roma            | A               | 24         | 3          | CI              | 8               | 0               | CU                 | 10                 | 2                  | -           | -           | -           | 42     | 5      |
| 1991-1992       | Roma            | A               | 24         | 4          | CI              | 3               | 1               | CdC                | 4                  | 0                  | SI          | 1           | 0           | 32     | 5      |
| 1992-1993       | Roma            | A               | 29         | 9          | CI              | 9               | 4               | CU                 | 8                  | 3                  | -           | -           | -           | 46     | 16     |
| 1993-1994       | Roma            | A               | 26         | 3          | CI              | 3               | 0               | -                  | -                  | -                  | -           | -           | -           | 29     | 3      |
| 1994-1995       | Roma            | A               | 28         | 1          | CI              | 6               | 1               | -                  | -                  | -                  | -           | -           | -           | 34     | 2      |
| 1995-1996       | Roma            | A               | 20         | 0          | CI              | 1               | 0               | CU                 | 3                  | 1                  | -           | -           | -           | 24     | 1      |
| Totale Roma     | Totale Roma     | Totale Roma     | 318+1      | 49+0       |                 | 79              | 19              |                    | 38                 | 7                  |             | 1           | 0           | 437    | 75     |
| 1996-1997       | Sturm Graz      | BL              | 16         | 2          | CA              | 2               | 1               | CdC                | 2                  | 0                  | ÖS          | 1           | 0           | 21     | 3      |
| 1997-gen. 1998  | Napoli          | A               | 4          | 0          | CI              | 1               | 1               | -                  | -                  | -                  | -           | -           | -           | 5      | 1      |
| gen.-giu. 1998  | Lecce           | A               | 14         | 0          | CI              | 0               | 0               | -                  | -                  | -                  | -           | -           | -           | 14     | 0      |
| 1998-1999       | Lecce           | B               | 33         | 4          | CI              | 3               | 0               | -                  | -                  | -                  | -           | -           | -           | 36     | 4      |
| Totale Lecce    | Totale Lecce    | Totale Lecce    | 47         | 4          |                 | 3               | 0               |                    | -                  | -                  |             | -           | -           | 50     | 4      |
| Totale carriera | Totale carriera | Totale carriera | 385+1      | 55+0       |                 | 85              | 21              |                    | 40                 | 7                  |             | 2           | 0           | 513    | 83     |

### Cronologia presenze e reti in nazionale
| Cronologia completa delle presenze e delle reti in nazionale ― Italia | Cronologia completa delle presenze e delle reti in nazionale ― Italia | Cronologia completa delle presenze e delle reti in nazionale ― Italia | Cronologia completa delle presenze e delle reti in nazionale ― Italia | Cronologia completa delle presenze e delle reti in nazionale ― Italia | Cronologia completa delle presenze e delle reti in nazionale ― Italia | Cronologia completa delle presenze e delle reti in nazionale ― Italia | Cronologia completa delle presenze e delle reti in nazionale ― Italia |
| Data                                                                  | Città                                                                 | In casa                                                               | Risultato                                                             | Ospiti                                                                | Competizione                                                          | Reti                                                                  | Note                                                                  |
| --------------------------------------------------------------------- | --------------------------------------------------------------------- | --------------------------------------------------------------------- | --------------------------------------------------------------------- | --------------------------------------------------------------------- | --------------------------------------------------------------------- | --------------------------------------------------------------------- | --------------------------------------------------------------------- |
| 6-12-1986                                                             | La Valletta                                                           | Malta                                                                 | 0 – 2                                                                 | Italia                                                                | Qual. Euro 1988                                                       | -                                                                     |                                                                       |
| 24-1-1987                                                             | Bergamo                                                               | Italia                                                                | 5 – 0                                                                 | Malta                                                                 | Qual. Euro 1988                                                       | -                                                                     |                                                                       |
| 14-2-1987                                                             | Lisbona                                                               | Portogallo                                                            | 0 – 1                                                                 | Italia                                                                | Qual. Euro 1988                                                       | -                                                                     |                                                                       |
| 18-4-1987                                                             | Colonia                                                               | Germania Ovest                                                        | 0 – 0                                                                 | Italia                                                                | Amichevole                                                            | -                                                                     |                                                                       |
| 28-5-1987                                                             | Oslo                                                                  | Norvegia                                                              | 0 – 0                                                                 | Italia                                                                | Amichevole                                                            | -                                                                     |                                                                       |
| 3-6-1987                                                              | Stoccolma                                                             | Svezia                                                                | 1 – 0                                                                 | Italia                                                                | Qual. Euro 1988                                                       | -                                                                     |                                                                       |
| 10-6-1987                                                             | Zurigo                                                                | Italia                                                                | 3 – 1                                                                 | Argentina                                                             | Amichevole                                                            | -                                                                     |                                                                       |
| 23-9-1987                                                             | Pisa                                                                  | Italia                                                                | 1 – 0                                                                 | Jugoslavia                                                            | Amichevole                                                            | -                                                                     |                                                                       |
| 17-10-1987                                                            | Berna                                                                 | Svizzera                                                              | 0 – 0                                                                 | Italia                                                                | Qual. Euro 1988                                                       | -                                                                     |                                                                       |
| 14-11-1987                                                            | Napoli                                                                | Italia                                                                | 2 – 1                                                                 | Svezia                                                                | Qual. Euro 1988                                                       | -                                                                     |                                                                       |
| 5-12-1987                                                             | Milano                                                                | Italia                                                                | 3 – 0                                                                 | Portogallo                                                            | Qual. Euro 1988                                                       | 1                                                                     |                                                                       |
| 20-2-1988                                                             | Bari                                                                  | Italia                                                                | 4 – 1                                                                 | Unione Sovietica                                                      | Amichevole                                                            | -                                                                     |                                                                       |
| 31-3-1988                                                             | Spalato                                                               | Jugoslavia                                                            | 1 – 1                                                                 | Italia                                                                | Amichevole                                                            | -                                                                     |                                                                       |
| 27-4-1988                                                             | Lussemburgo                                                           | Lussemburgo                                                           | 0 – 3                                                                 | Italia                                                                | Amichevole                                                            | -                                                                     |                                                                       |
| 4-6-1988                                                              | Brescia                                                               | Italia                                                                | 0 – 1                                                                 | Galles                                                                | Amichevole                                                            | -                                                                     |                                                                       |
| 10-6-1988                                                             | Düsseldorf                                                            | Germania Ovest                                                        | 1 – 1                                                                 | Italia                                                                | Euro 1988 - 1º turno                                                  | -                                                                     |                                                                       |
| 14-6-1988                                                             | Francoforte                                                           | Italia                                                                | 1 – 0                                                                 | Spagna                                                                | Euro 1988 - 1º turno                                                  | -                                                                     |                                                                       |
| 17-6-1988                                                             | Colonia                                                               | Italia                                                                | 2 – 0                                                                 | Danimarca                                                             | Euro 1988 - 1º turno                                                  | -                                                                     |                                                                       |
| 22-6-1988                                                             | Stoccarda                                                             | Unione Sovietica                                                      | 2 – 0                                                                 | Italia                                                                | Euro 1988 - Semifinale                                                | -                                                                     |                                                                       |
| 19-10-1988                                                            | Pescara                                                               | Italia                                                                | 2 – 1                                                                 | Norvegia                                                              | Amichevole                                                            | 1                                                                     |                                                                       |
| 16-11-1988                                                            | Roma                                                                  | Italia                                                                | 1 – 0                                                                 | Paesi Bassi                                                           | Amichevole                                                            | -                                                                     |                                                                       |
| 22-12-1988                                                            | Perugia                                                               | Italia                                                                | 2 – 0                                                                 | Scozia                                                                | Amichevole                                                            | 1                                                                     |                                                                       |
| 22-2-1989                                                             | Pisa                                                                  | Italia                                                                | 1 – 0                                                                 | Danimarca                                                             | Amichevole                                                            | -                                                                     |                                                                       |
| 25-3-1989                                                             | Vienna                                                                | Austria                                                               | 0 – 1                                                                 | Italia                                                                | Amichevole                                                            | -                                                                     |                                                                       |
| 29-3-1989                                                             | Sibiu                                                                 | Romania                                                               | 1 – 0                                                                 | Italia                                                                | Amichevole                                                            | -                                                                     |                                                                       |
| 22-4-1989                                                             | Verona                                                                | Italia                                                                | 1 – 1                                                                 | Uruguay                                                               | Amichevole                                                            | -                                                                     |                                                                       |
| 26-4-1989                                                             | Taranto                                                               | Italia                                                                | 4 – 0                                                                 | Ungheria                                                              | Amichevole                                                            | -                                                                     | 73’                                                                   |
| 20-9-1989                                                             | Cesena                                                                | Italia                                                                | 4 – 0                                                                 | Bulgaria                                                              | Amichevole                                                            | -                                                                     |                                                                       |
| 14-10-1989                                                            | Bologna                                                               | Italia                                                                | 0 – 1                                                                 | Brasile                                                               | Amichevole                                                            | -                                                                     | 58’                                                                   |
| 11-11-1989                                                            | Vicenza                                                               | Italia                                                                | 1 – 0                                                                 | Algeria                                                               | Amichevole                                                            | -                                                                     |                                                                       |
| 15-11-1989                                                            | Londra                                                                | Inghilterra                                                           | 0 – 0                                                                 | Italia                                                                | Amichevole                                                            | -                                                                     |                                                                       |
| 21-12-1989                                                            | Cagliari                                                              | Italia                                                                | 0 – 0                                                                 | Argentina                                                             | Amichevole                                                            | -                                                                     |                                                                       |
| 21-2-1990                                                             | Rotterdam                                                             | Paesi Bassi                                                           | 0 – 0                                                                 | Italia                                                                | Amichevole                                                            | -                                                                     | 68’                                                                   |
| 31-3-1990                                                             | Basilea                                                               | Svizzera                                                              | 0 – 1                                                                 | Italia                                                                | Amichevole                                                            | -                                                                     |                                                                       |
| 9-6-1990                                                              | Roma                                                                  | Italia                                                                | 1 – 0                                                                 | Austria                                                               | Mondiali 1990 - 1º turno                                              | -                                                                     |                                                                       |
| 14-6-1990                                                             | Roma                                                                  | Italia                                                                | 1 – 0                                                                 | Stati Uniti                                                           | Mondiali 1990 - 1º turno                                              | 1                                                                     |                                                                       |
| 19-6-1990                                                             | Roma                                                                  | Italia                                                                | 2 – 0                                                                 | Cecoslovacchia                                                        | Mondiali 1990 - 1º turno                                              | -                                                                     |                                                                       |
| 25-6-1990                                                             | Roma                                                                  | Italia                                                                | 2 – 0                                                                 | Uruguay                                                               | Mondiali 1990 - Ottavi di finale                                      | -                                                                     |                                                                       |
| 30-6-1990                                                             | Roma                                                                  | Italia                                                                | 1 – 0                                                                 | Irlanda                                                               | Mondiali 1990 - Quarti di finale                                      | -                                                                     | 64’                                                                   |
| 3-7-1990                                                              | Napoli                                                                | Argentina                                                             | 1 – 1 dts (4 – 3 dtr)                                                 | Italia                                                                | Mondiali 1990 - Semifinale                                            | -                                                                     | 75’                                                                   |
| 7-7-1990                                                              | Bari                                                                  | Italia                                                                | 2 – 1                                                                 | Inghilterra                                                           | Mondiali 1990 - Finale 3º posto                                       | -                                                                     | 89’                                                                   |
| 17-10-1990                                                            | Budapest                                                              | Ungheria                                                              | 1 – 1                                                                 | Italia                                                                | Qual. Euro 1992                                                       | -                                                                     | 86’                                                                   |
| 1-5-1991                                                              | Salerno                                                               | Italia                                                                | 3 – 1                                                                 | Ungheria                                                              | Qual. Euro 1992                                                       | -                                                                     |                                                                       |
| 12-6-1991                                                             | Malmö                                                                 | Danimarca                                                             | 0 – 2 dts                                                             | Italia                                                                | Torneo Scania 100 - Semifinale                                        | -                                                                     |                                                                       |
| 16-6-1991                                                             | Stoccolma                                                             | Italia                                                                | 1 – 1 dts (3 – 2 dtr)                                                 | Unione Sovietica                                                      | Torneo Scania 100 - Finale                                            | 1                                                                     | 46’                                                                   |
| 25-9-1991                                                             | Sofia                                                                 | Bulgaria                                                              | 2 – 1                                                                 | Italia                                                                | Amichevole                                                            | 1                                                                     |                                                                       |
| 12-10-1991                                                            | Mosca                                                                 | Unione Sovietica                                                      | 0 – 0                                                                 | Italia                                                                | Qual. Euro 1992                                                       | -                                                                     | 58’                                                                   |
| Totale                                                                |                                                                       | Presenze                                                              | 47                                                                    |                                                                       | Reti                                                                  | 6                                                                     |                                                                       |

| Cronologia completa delle presenze e delle reti in nazionale ― Italia under 21 | Cronologia completa delle presenze e delle reti in nazionale ― Italia under 21 | Cronologia completa delle presenze e delle reti in nazionale ― Italia under 21 | Cronologia completa delle presenze e delle reti in nazionale ― Italia under 21 | Cronologia completa delle presenze e delle reti in nazionale ― Italia under 21 | Cronologia completa delle presenze e delle reti in nazionale ― Italia under 21 | Cronologia completa delle presenze e delle reti in nazionale ― Italia under 21 | Cronologia completa delle presenze e delle reti in nazionale ― Italia under 21 |
| Data                                                                           | Città                                                                          | In casa                                                                        | Risultato                                                                      | Ospiti                                                                         | Competizione                                                                   | Reti                                                                           | Note                                                                           |
| ------------------------------------------------------------------------------ | ------------------------------------------------------------------------------ | ------------------------------------------------------------------------------ | ------------------------------------------------------------------------------ | ------------------------------------------------------------------------------ | ------------------------------------------------------------------------------ | ------------------------------------------------------------------------------ | ------------------------------------------------------------------------------ |
| 31-10-1984                                                                     | Locarno                                                                        | Svizzera under 21                                                              | 1 – 1                                                                          | Italia under 21                                                                | Amichevole                                                                     | -                                                                              |                                                                                |
| 5-12-1984                                                                      | La Valletta                                                                    | Malta under 21                                                                 | 1 – 2                                                                          | Italia under 21                                                                | Amichevole                                                                     | -                                                                              |                                                                                |
| 20-2-1985                                                                      | Firenze                                                                        | Italia under 21                                                                | 0 – 2                                                                          | Unione Sovietica under 21                                                      | Amichevole                                                                     | -                                                                              |                                                                                |
| 27-3-1985                                                                      | Bruxelles                                                                      | Belgio under 21                                                                | 1 – 1                                                                          | Italia under 21                                                                | Qual. Europeo Under-21 1986                                                    | -                                                                              |                                                                                |
| 17-4-1985                                                                      | Benevento                                                                      | Italia under 21                                                                | 5 – 1                                                                          | Lussemburgo under 21                                                           | Qual. Europeo Under-21 1986                                                    | -                                                                              |                                                                                |
| 25-9-1985                                                                      | Foggia                                                                         | Italia under 21                                                                | 3 – 0                                                                          | Norvegia under 21                                                              | Amichevole                                                                     | -                                                                              |                                                                                |
| 16-10-1985                                                                     | Mouilleron-le-Captif                                                           | Lussemburgo under 21                                                           | 0 – 6                                                                          | Italia under 21                                                                | Qual. Europeo Under-21 1986                                                    | -                                                                              |                                                                                |
| 20-11-1985                                                                     | Cosenza                                                                        | Italia under 21                                                                | 1 – 1                                                                          | Spagna under 21                                                                | Amichevole                                                                     | -                                                                              |                                                                                |
| 18-12-1985                                                                     | San Benedetto del Tronto                                                       | Italia under 21                                                                | 3 – 0                                                                          | Belgio under 21                                                                | Qual. Europeo Under-21 1986                                                    | -                                                                              |                                                                                |
| 4-2-1986                                                                       | Salerno                                                                        | Italia under 21                                                                | 1 – 1                                                                          | Germania Ovest under 21                                                        | Amichevole                                                                     | -                                                                              |                                                                                |
| 12-3-1986                                                                      | Göteborg                                                                       | Svezia under 21                                                                | 1 – 1                                                                          | Italia under 21                                                                | Europeo Under-21 1986 - Quarti di finale                                       | -                                                                              |                                                                                |
| 29-3-1986                                                                      | Bergamo                                                                        | Italia under 21                                                                | 2 – 1                                                                          | Svezia under 21                                                                | Europeo Under-21 1986 - Quarti di finale                                       | -                                                                              |                                                                                |
| 9-4-1986                                                                       | Pisa                                                                           | Italia under 21                                                                | 2 – 0                                                                          | Inghilterra under 21                                                           | Europeo Under-21 1986 - Semifinali                                             | -                                                                              | 32’                                                                            |
| 23-4-1986                                                                      | Swindon                                                                        | Inghilterra under 21                                                           | 1 – 1                                                                          | Italia under 21                                                                | Europeo Under-21 1986 - Semifinali                                             | -                                                                              |                                                                                |
| 15-10-1986                                                                     | Roma                                                                           | Italia under 21                                                                | 2 – 1                                                                          | Spagna under 21                                                                | Europeo Under-21 1986 - Finale                                                 | 1                                                                              |                                                                                |
| 29-10-1986                                                                     | Valladolid                                                                     | Spagna under 21                                                                | 2 – 1 dts (5 – 1 dtr)                                                          | Italia under 21                                                                | Europeo Under-21 1986 - Finale                                                 | -                                                                              |                                                                                |
| Totale                                                                         |                                                                                | Presenze                                                                       | 16                                                                             |                                                                                | Reti                                                                           | 1                                                                              |                                                                                |

### Statistiche da allenatore

#### Club
Statistiche aggiornate al 10 settembre 2017. In grassetto le competizioni vinte.
| Stagione         | Squadra          | Campionato       | Campionato | Campionato | Campionato | Campionato | Coppe nazionali | Coppe nazionali | Coppe nazionali | Coppe nazionali | Coppe nazionali | Coppe continentali | Coppe continentali | Coppe continentali | Coppe continentali | Coppe continentali | Altre coppe | Altre coppe | Altre coppe | Altre coppe | Altre coppe | Totale | Totale | Totale | Totale | % Vittorie | Piazzamento           |
| Stagione         | Squadra          | Comp             | G          | V          | N          | P          | Comp            | G               | V               | N               | P               | Comp               | G                  | V                  | N                  | P                  | Comp        | G           | V           | N           | P           | G      | V      | N      | P      | %          | Piazzamento           |
| ---------------- | ---------------- | ---------------- | ---------- | ---------- | ---------- | ---------- | --------------- | --------------- | --------------- | --------------- | --------------- | ------------------ | ------------------ | ------------------ | ------------------ | ------------------ | ----------- | ----------- | ----------- | ----------- | ----------- | ------ | ------ | ------ | ------ | ---------- | --------------------- |
| 2004-2005        | Foggia           | C1               | 17         | 4          | 7          | 6          | CI-C            | 4               | 2               | 1               | 1               | -                  | -                  | -                  | -                  | -                  | -           | -           | -           | -           | -           | 21     | 6      | 8      | 7      | 28,57      | esonerato             |
| 2005-2006        | Sambenedettese   | C1               | 6          | 0          | 4          | 2          | CI+CI-C         | 0               | 0               | 0               | 0               | -                  | -                  | -                  | -                  | -                  | -           | -           | -           | -           | -           | 6      | 0      | 4      | 2      | &0,00      | subentrato, esonerato |
| 2006-2007        | Argeș Pitești    | L1               | 10         | 1          | 0          | 9          | CR              | 0               | 0               | 0               | 0               | -                  | -                  | -                  | -                  | -                  | -           | -           | -           | -           | -           | 10     | 1      | 0      | 9      | 10,00      | esonerato             |
| 2007-2008        | Massese          | C1               | 27         | 7          | 11         | 9          | CI-C            | 6               | 3               | 2               | 1               | -                  | -                  | -                  | -                  | -                  | -           | -           | -           | -           | -           | 33     | 10     | 13     | 10     | 30,30      | subentrato, esonerato |
| 2008-2009        | Gallipoli        | 1D               | 34         | 20         | 6          | 8          | CI+CI-LP        | 2+4             | 1+3             | 0               | 1+1             | -                  | -                  | -                  | -                  | -                  | SdL-1D      | 2           | 1           | 1           | 0           | 42     | 25     | 7      | 10     | 59,52      | 1º (prom.)            |
| 2009-2010        | Gallipoli        | B                | 30         | 8          | 10         | 12         | CI              | 1               | 0               | 0               | 1               | -                  | -                  | -                  | -                  | -                  |             | -           | -           | -           | -           | 31     | 8      | 10     | 13     | 25,81      | dimiss.               |
| Totale Gallipoli | Totale Gallipoli | Totale Gallipoli | 64         | 28         | 16         | 20         |                 | 7               | 4               | 0               | 3               |                    | -                  | -                  | -                  | -                  |             | 2           | 1           | 1           | 0           | 73     | 33     | 17     | 23     | 45,21      |                       |
| 2010-2011        | Verona           | 1D               | 12         | 3          | 4          | 5          | CI+CI-LP        | 2+1             | 1+0             | 0               | 1+1             | -                  | -                  | -                  | -                  | -                  | -           | -           | -           | -           | -           | 15     | 4      | 4      | 7      | 26,67      | esonerato             |
| 2011-2012        | Grosseto         | B                | 6          | 3          | 0          | 3          | CI              | -               | -               | -               | -               | -                  | -                  | -                  | -                  | -                  | -           | -           | -           | -           | -           | 6      | 3      | 0      | 3      | 50,00      | subentrato, esonerato |
| 2017-2018        | Racing Fondi     | C                | 4          | 0          | 1          | 3          | CI-C            | 2               | 1               | 0               | 1               | -                  | -                  | -                  | -                  | -                  | -           | -           | -           | -           | -           | 6      | 1      | 1      | 4      | 16,67      | esonerato             |
| Totale carriera  | Totale carriera  | Totale carriera  | 146        | 46         | 43         | 57         |                 | 22              | 11              | 3               | 8               |                    | -                  | -                  | -                  | -                  |             | 2           | 1           | 1           | 0           | 170    | 58     | 47     | 65     | 34,12      |                       |

#### Nazionale
| Squadra | Naz               | dal            | al             | Record | Record | Record | Record     | Record | Record | Record | Record |
| G       | V                 | N              | P              | GF     | GS     | DR     | Vittorie % |        |        |        |        |
| ------- | ----------------- | -------------- | -------------- | ------ | ------ | ------ | ---------- | ------ | ------ | ------ | ------ |
| Libano  | Libano (bandiera) | 28 giugno 2013 | 30 aprile 2015 | 14     | 3      | 6      | 5          | 17     | 22     | −5     | 21,43  |

## Palmarès

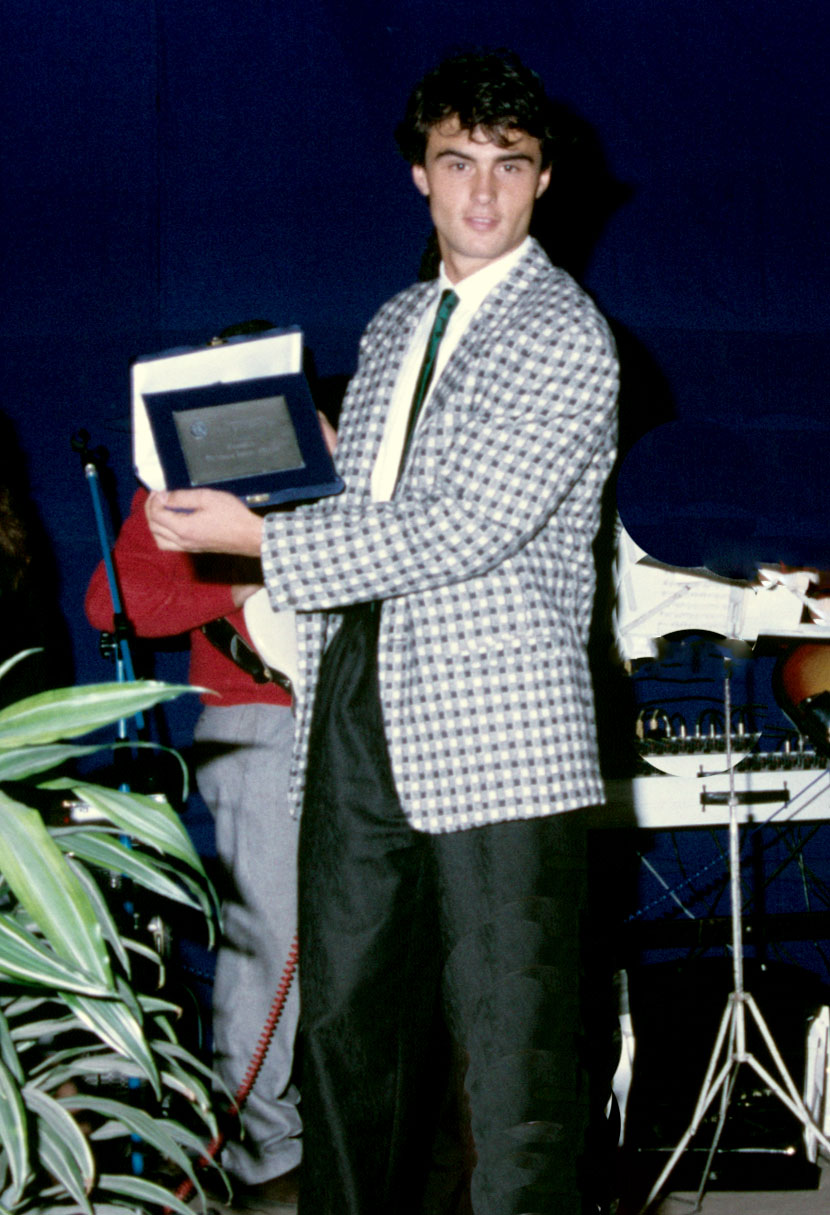
Giannini premiato nel 1983

### Giocatore

#### Competizioni giovanili
- Campionato Primavera: 1

Roma: 1983-1984
- Torneo di Viareggio: 1

Roma: 1983

#### Competizioni nazionali
- Coppa Italia: 3

Roma: 1983-1984, 1985-1986, 1990-1991
- Supercoppa d'Austria: 1

Sturm Graz: 1996
- Coppa d'Austria: 1

Sturm Graz: 1996-1997

### Individuale
- Top 11 del campionato europeo di calcio: 1

Germania Ovest 1988

### Allenatore
- Lega Pro Prima Divisione: 1

Gallipoli: 2008-2009 (girone B)
- Supercoppa di Lega di Prima Divisione: 1

Gallipoli: 2009